# Partecipanti alla Vuelta a España 2007
Elenco dei partecipanti alla Vuelta a España 2007.
Alla competizione presero parte 21 squadre. Ognuna di esse era composta da 9 corridori, per un totale di 189 ciclisti.

## Corridori per squadra
| AG2R Prévoyance                  | AG2R Prévoyance                  | AG2R Prévoyance                  | Euskaltel-Euskadi  | Euskaltel-Euskadi    | Euskaltel-Euskadi  | Quick Step-Innergetic | Quick Step-Innergetic          | Quick Step-Innergetic |
| -------------------------------- | -------------------------------- | -------------------------------- | ------------------ | -------------------- | ------------------ | --------------------- | ------------------------------ | --------------------- |
| 1                                | José Luis Arrieta                | 59º                              | 71                 | Samuel Sánchez       | 3º                 | 141                   | Juan Manuel Gárate             | 30º                   |
| 2                                | Philip Deignan                   | 71º                              | 72                 | Haimar Zubeldia      | 44º                | 142                   | Carlos Barredo                 | 10º                   |
| 3                                | Renaud Dion                      | 78º                              | 73                 | Igor Antón           | 8º                 | 143                   | Paolo Bettini                  | NP 18ª                |
| 4                                | René Mandri                      | 24º                              | 74                 | Koldo Fernández      | 133º               | 144                   | Tom Boonen                     | NP 13ª                |
| 5                                | Hubert Dupont                    | 17º                              | 75                 | Dionisio Galparsoro  | 63º                | 145                   | Kevin Hulsmans                 | 116º                  |
| 6                                | Stéphane Goubert                 | 13º                              | 76                 | Aitor Hernández      | 81º                | 146                   | Andrea Tonti                   | NP 19ª                |
| 7                                | Jurij Krivcov                    | 48º                              | 77                 | Iñaki Isasi          | 74º                | 147                   | Geert Verheyen                 | 46º                   |
| 8                                | Aljaksandr Usaŭ                  | 119º                             | 78                 | Iñigo Landaluze      | 75º                | 148                   | Davide Viganò                  | 130º                  |
| 9                                | Ludovic Turpin                   | 20º                              | 79                 | Alan Pérez           | 94º                | 149                   | Addy Engels                    | 83º                   |
| Andalucía-Cajasur                | Andalucía-Cajasur                | Andalucía-Cajasur                | Française des Jeux | Française des Jeux   | Française des Jeux | Rabobank              | Rabobank                       | Rabobank              |
| 11                               | Luis Pérez Rodríguez             | 18º                              | 81                 | Carlos Da Cruz       | 90º                | 151                   | Denis Men'šov                  | 1º                    |
| 12                               | José Antonio López               | 143º                             | 82                 | Mickaël Delage       | NP 15ª             | 152                   | Mauricio Ardila                | 67º                   |
| 13                               | Francisco José Martínez          | 114º                             | 83                 | Thomas Löfkvist      | 53º                | 153                   | Marc de Maar                   | 109º                  |
| 14                               | Juan Olmo Menacho                | 91º                              | 84                 | Philippe Gilbert     | 12º                | 154                   | Theo Eltink                    | 95º                   |
| 15                               | Manuel Ortega                    | 102º                             | 85                 | Bradley McGee        | R 9ª               | 155                   | Óscar Freire                   | NP 10ª                |
| 16                               | José Luis Carrasco               | 82º                              | 86                 | Ian McLeod           | R 10ª              | 156                   | Pedro Horrillo                 | 140º                  |
| 17                               | Jesús Rosendo                    | 145º                             | 87                 | Cyrille Monnerais    | R 12ª              | 157                   | Sebastian Langeveld            | 112º                  |
| 18                               | José Ruiz Sánchez                | 56º                              | 88                 | Jérémy Roy           | 21º                | 158                   | Koos Moerenhout                | 42º                   |
| 19                               | Manuel Vázquez                   | 49º                              | 89                 | Jussi Veikkanen      | 69º                | 159                   | Joost Posthuma                 | 55º                   |
| Bouygues Télécom                 | Bouygues Télécom                 | Bouygues Télécom                 | Gerolsteiner       | Gerolsteiner         | Gerolsteiner       | Relax-GAM             | Relax-GAM                      | Relax-GAM             |
| 21                               | Stef Clement                     | 32º                              | 91                 | Markus Fothen        | 106º               | 161                   | Daniel Moreno                  | 12º                   |
| 22                               | Giovanni Bernaudeau              | R 5ª                             | 92                 | Johannes Fröhlinger  | 45º                | 162                   | Santiago Pérez                 | 65º                   |
| 23                               | Dimitri Champion                 | R 14ª                            | 93                 | Torsten Hiekmann     | 80º                | 163                   | Raúl García de Mateo           | 99º                   |
| 24                               | Mathieu Claude                   | R 3ª                             | 94                 | Tim Klinger          | 100º               | 164                   | Jorge García Marin             | 108º                  |
| 25                               | Aurélien Clerc                   | R 15ª                            | 95                 | Andrea Moletta       | 107º               | 165                   | Jesús Hernández                | R 14ª                 |
| 26                               | Xavier Florencio                 | NP 13ª                           | 96                 | Davide Rebellin      | NP 13ª             | 166                   | Nacor Burgos                   | 122º                  |
| 27                               | Rony Martias                     | R 12ª                            | 97                 | Stefan Schumacher    | NP 18ª             | 167                   | Julián Sánchez                 | 123º                  |
| 28                               | Vincent Jérôme                   | 113º                             | 98                 | Tom Stamsnijder      | 120º               | 168                   | Francisco Terciado             | 103º                  |
| 29                               | Erki Pütsep                      | 137º                             | 99                 | Oliver Zaugg         | 15º                | 169                   | Ángel Vallejo                  | 47º                   |
| Caisse d'Epargne                 | Caisse d'Epargne                 | Caisse d'Epargne                 | Karpin Galicia     | Karpin Galicia       | Karpin Galicia     | Saunier Duval-Prodir  | Saunier Duval-Prodir           | Saunier Duval-Prodir  |
| 31                               | Óscar Pereiro                    | R 9ª                             | 101                | Carlos Castaño       | NP 14ª             | 171                   | José Ángel Gómez Marchante     | 40º                   |
| 32                               | Imanol Erviti                    | 62º                              | 102                | Gustavo César Veloso | 121º               | 172                   | Iker Camaño                    | 34º                   |
| 33                               | José Vicente García              | 124º                             | 103                | Gustavo Domínguez    | 97º                | 173                   | Alberto Fernández de la Puebla | R 7ª                  |
| 34                               | Joan Horrach                     | 29º                              | 104                | David García Dapena  | 23º                | 174                   | David de la Fuente             | 96º                   |
| 35                               | Vladimir Karpec                  | 7º                               | 105                | Santos González      | 105º               | 175                   | Arkaitz Durán                  | R 9ª                  |
| 36                               | David López García               | 14º                              | 106                | David Herrero        | 33º                | 176                   | Rubén Lobato                   | 38º                   |
| 37                               | Vladimir Efimkin                 | 6º                               | 107                | Ezequiel Mosquera    | 5º                 | 177                   | Javier Mejías                  | 50º                   |
| 38                               | Luis León Sánchez                | 72º                              | 108                | Serafín Martínez     | R 14ª              | 178                   | Leonardo Piepoli               | NP 12ª                |
| 39                               | Xabier Zandio                    | NP 20ª                           | 109                | Ėduard Vorganov      | 70º                | 179                   | Ángel Gómez                    | 61º                   |
| Cofidis, le Crédit par Téléphone | Cofidis, le Crédit par Téléphone | Cofidis, le Crédit par Téléphone | Lampre-Fondital    | Lampre-Fondital      | Lampre-Fondital    | Team CSC              | Team CSC                       | Team CSC              |
| 41                               | Stéphane Augé                    | 126º                             | 111                | Damiano Cunego       | NP 16ª             | 181                   | Carlos Sastre                  | 2º                    |
| 42                               | Sylvain Chavanel                 | 16º                              | 112                | Daniele Bennati      | 64º                | 182                   | Michael Blaudzun               | R 14ª                 |
| 43                               | Leonardo Duque                   | 53º                              | 113                | Enrico Franzoi       | 110º               | 183                   | Íñigo Cuesta                   | 41º                   |
| 44                               | Bingen Fernández                 | 68º                              | 114                | David Loosli         | 85º                | 184                   | Volodymyr Hustov               | 35º                   |
| 45                               | Maryan Hary                      | 139º                             | 115                | Marco Marzano        | 87º                | 185                   | Aleksandr Kolobnev             | 51º                   |
| 46                               | Geoffroy Lequatre                | 98º                              | 116                | Morris Possoni       | 88º                | 186                   | Karsten Kroon                  | 52º                   |
| 47                               | Sébastien Minard                 | 57º                              | 117                | Sylwester Szmyd      | 29º                | 187                   | Marcus Ljungqvist              | 43º                   |
| 48                               | Maxime Monfort                   | 11º                              | 118                | Paolo Tiralongo      | R 10ª              | 188                   | Chris Anker Sørensen           | 19º                   |
| 49                               | Damien Monier                    | 129º                             | 119                | Claudio Corioni      | 118º               | 189                   | Christian Vande Velde          | 39º                   |
| Crédit Agricole                  | Crédit Agricole                  | Crédit Agricole                  | Liquigas           | Liquigas             | Liquigas           | Team Milram           | Team Milram                    | Team Milram           |
| 51                               | Pietro Caucchioli                | R 14ª                            | 121                | Manuel Beltrán       | 9º                 | 191                   | Alessandro Petacchi            | 127º                  |
| 52                               | Aleksandr Bočarov                | 27º                              | 122                | Magnus Bäckstedt     | 128º               | 192                   | Erik Zabel                     | 73º                   |
| 53                               | László Bodrogi                   | NP 18ª                           | 123                | Leonardo Bertagnolli | 22º                | 193                   | Martin Müller                  | 115º                  |
| 54                               | Angelo Furlan                    | R 14ª                            | 124                | Patrick Calcagni     | 92º                | 194                   | Matej Jurčo                    | 134º                  |
| 55                               | Christophe Kern                  | 84º                              | 125                | Francesco Chicchi    | R 9ª               | 195                   | Elia Rigotto                   | 138º                  |
| 56                               | Rémi Pauriol                     | R 5ª                             | 126                | Mauro Da Dalto       | 101º               | 196                   | Fabio Sabatini                 | 131º                  |
| 57                               | Jean-Marc Marino                 | 93º                              | 127                | Roman Kreuziger      | 21º                | 197                   | Niki Terpstra                  | 142º                  |
| 58                               | Mark Renshaw                     | 144º                             | 128                | Franco Pellizotti    | 37º                | 198                   | Marco Velo                     | 117º                  |
| 59                               | Yannick Talabardon               | 60º                              | 129                | Alessandro Vanotti   | 66º                | 199                   | Alberto Ongarato               | 136º                  |
| Discovery Channel                | Discovery Channel                | Discovery Channel                | Predictor-Lotto    | Predictor-Lotto      | Predictor-Lotto    | T-Mobile Team         | T-Mobile Team                  | T-Mobile Team         |
| 61                               | Janez Brajkovič                  | R 10ª                            | 131                | Cadel Evans          | 4º                 | 201                   | Adam Hansen                    | 89º                   |
| 62                               | Tom Danielson                    | R 1ª                             | 132                | Mario Aerts          | 28º                | 202                   | Lorenzo Bernucci               | NP 4ª                 |
| 63                               | Allan Davis                      | NP 18ª                           | 133                | Christophe Brandt    | 132º               | 203                   | Scott Davis                    | 77º                   |
| 64                               | Stijn Devolder                   | NP 19ª                           | 134                | Bart Dockx           | 111º               | 204                   | Bert Grabsch                   | NP 17ª                |
| 65                               | Egoi Martínez                    | NP 12ª                           | 135                | Chris Horner         | 36º                | 205                   | André Greipel                  | 125º                  |
| 66                               | Jason McCartney                  | 76º                              | 136                | Josep Jufré          | R 14ª              | 206                   | Giuseppe Guerini               | NP 17ª                |
| 67                               | Sérgio Paulinho                  | NP 5ª                            | 137                | Bert Roesems         | R 7ª               | 207                   | Andreas Klier                  | R 15ª                 |
| 68                               | José Luis Rubiera                | 86º                              | 138                | Roy Sentjens         | 79º                | 208                   | André Korff                    | 141º                  |
| 69                               | Jurgen Van Goolen                | 31º                              | 139                | Wim Van Huffel       | 26º                | 209                   | Stephan Schreck                | 58º                   |

## Ciclisti per nazione
Le nazionalità rappresentate nella manifestazione sono 25; in tabella il numero dei ciclisti suddivisi per la propria nazione di appartenenza:
| Numero ciclisti | Nazione |
| --------------- | --- |
| 63              | Spagna |
| 27              | Italia |
| 24              | Francia |
| 13              | Belgio |
| 12              | Germania                                                                                                   |
| 10              | Paesi Bassi                                                                                                |
| 6               | Australia, Russia                                                                                          |
| 4               | Stati Uniti                                                                                                |
| 3               | Svezia, Svizzera                                                                                           |
| 2               | Colombia, Danimarca, Estonia, Ucraina                                                                      |
| 1               | Bielorussia, Finlandia, Irlanda, Polonia, Portogallo, Rep. Ceca, Slovacchia, Slovenia, Sudafrica, Ungheria |